# Museo de Sellos y Monedas de Mónaco
El Museo de Sellos y Monedas de Mónaco (en francés: Musée des timbres et des monnaies de Monaco) es un museo que se encuentra en el sector de Fontvieille una de las subdivisiones del principado de Mónaco. Cuenta la historia postal del principado , y contiene una exhibición monegasca de dinero que data de 1640.
Un club de elite filatélico, el llamado Club de Monte-Carlo, fue fundado en 1999 y tiene su sede en el museo. El club presenta material raro en el museo de forma bianual.
El espacio también expone las colecciones privadas de Príncipe Rainiero III de Mónaco (quien fue el fundador del museo), sellos raros en la historia de Mónaco, monedas, medallas y billetes de banco, etc.